# Camponotus conithorax
Camponotus conithorax é uma espécie de inseto do gênero Camponotus, pertencente à família Formicidae.